# Aarti Chhabria
Aarti Chhabria (Bombay, 21 de noviembre de 1982) es una actriz y modelo india, reconocida por aparecer en películas hindi, telugu, punjabi y kannada.

## Carrera
Aarti comenzó su carrera como modelo haciendo anuncios a la edad de tres años. Su primer trabajo fue un anuncio de prensa para Farex. Continuó modelando y apareció en más de 300 comerciales de televisión para productos como Maggi Noodles, Pepsodent, Clean & Clear, Amul Frostick, Krack y Kalyan. Ganó el certamen Miss India Worldwide 2000 en noviembre de 1999. Después de ganar el concurso apareció en varios videos musicales como 'Nasha hi Nasha hai' de Sukhwinder Singh, 'Chaahat' de Harry Anand, 'Meri Madhubala' de Avdooth Gupte y 'Roothe hue ho kyo' de Adnan Sami.
Hizo su debut como actriz en la película de Bollywood Tumse Achcha Kaun Hai, que fue estrenada en 2002. El 11 de abril de 2017, Chabria lanzó un cortometraje llamado Mumbai Varanasi Express a través de YouTube en un canal llamado Royal Stag Large. Esta película marca su debut como directora y productora.